# Руфина
Ру̀фина (на италиански: Rufina) е град и община в централна Италия, провинция Флоренция, регион Тоскана. Разположен е на 115 m надморска височина. Населението на града е 7461 души (към 31 декември 2010 г.).